# Селище міського типу
Се́лище місько́го ти́пу, смт — термін для позначення містечка (невеликого населеного пункту із певною частиною компактної забудови), що використовувався в СРСР та використовується в деяких країнах пострадянського простору.
Запроваджений у радянське діловодство з 1922 року замість російського дореволюційного терміна «посад», в УСРР — з 1925 замість терміна «містечко». Використовувався в усіх 15 республіках СРСР, що позначав населений пункт, проміжний між селом і містом. В обліку населення селища міського типу зараховувалося до міського.
До розвалу СРСР термін використовувався у країнах радянського табору: Польщі (1954) і Болгарії (1964). З 1991 року термін «селище міського типу» фактично продовжує використовуватися в адміністративно-територіальному поділі та діловодстві деяких пострадянських країн — Азербайджану, Білорусі, Грузії, Казахстану, Киргизстану, Росії, Таджикистану, Туркменістану та Узбекистану. В Україні, Польщі, Болгарії, Вірменії, Естонії, Латвії, Литві та Молдові селища міського типу скасовані, перетворені на міста, села або селища.

## СРСР
У РРФСР, на відміну від решти союзних республік (де існували тільки селища міського типу), були також категорії робітничих, дачних і курортних селищ. У цілях статистичної зіставності з іншими республіками робітничі й курортні (а з 1983 року й дачні) статистично враховувалися як селища міського типу.
У 1930—1960-ті роки в РРФСР у селища міського типу були перетворені понад 2 тис. великих сіл. Значну роль у цьому процесі відіграв процес укрупнення колгоспів, який розпочався в 1950-ті роки, а також надання статусу смт селам-райцентрам.
В УРСР 1938 року надано статус смт 324 населеним пунктам (найбільшу кількість за радянські роки): у Вінницькій області — 6, Ворошиловградській — 78, Дніпропетровській — 40, Київській — 17, Миколаївській — 8 (+ 1), Одеській — 5, Полтавській — 11, Чернігівській — 5, Кам'янець-Подільській — 3 ( +1), Житомирській — 14, Сталінській — 88, Харківській — 42, Молдавській АРСР — 5.
Після приєднання Західної України до СРСР у 1940 році було утворено 73 смт: в Дрогобицькій — 7, Львівській — 17, Рівненській — 4, Станіславській — 25, Тарнопільській — 4 , та Волинській області — 16.

1957 р. категорію с.м.т. отримали понад 125 населених пунктів (містечок) — друга за чисельністю кількість за всі радянські роки (див. Адміністративно-територіальна реформа в УРСР (1957—1960)).
У 1950-ті роки визначальними чинниками отримання населеним пунктом статусу робітничого селища були його місцерозташування, перспектива будівництва промислового підприємства поряд з даним населеним пунктом, близькість транспортних шляхів, чисельність населення. Законодавчо процес створення робітничих селищ регулювався указом Президії Верховної Ради УРСР від 30 грудня 1956 року.
До категорії робітничих селищ могли бути віднесені населені пункти, розташовані навколо промислових підприємств, будов і залізничних станцій, де проживало понад 500 жителів, з яких переважну більшість працюючого населення становили робітники і службовці промислових підприємств або транспорту.
Робітничі селища проіснували в УРСР до 1965 і автоматично були переведені до категорії смт.

## Україна

### Адміністративне віднесення
Відповідно до положення, затвердженого 12 березня 1981 Указом Президії Верховної Ради УРСР, до категорії селищ міського типу можна долучити населені пункти, що стоять при промислових підприємствах, будовах, залізничних вузлах, гідротехнічних спорудах, підприємствах з виробництва та переробки сільськогосподарської продукції, а також населені пункти, на території яких містяться вищі та середні спеціальні навчальні заклади, науково-дослідні установи, санаторії та інші стаціонарні лікувальні та оздоровчі заклади, які мають державний житловий фонд, з кількістю населення понад 2 тисячі осіб, з яких не менш як дві третини становлять робітники, службовці та члени їх сімей.
В окремих випадках до категорії селищ міського типу можна долучити населені пункти з кількістю люду менш як 2 тисячі осіб, але не менше як 500 осіб, якщо вони мають близьку перспективу економічного й соціального розвитку, зростання кількості населення.
Органом державної влади в селищі міського типу є селищна рада народних депутатів.
9 грудня 1997 року Державний комітет статистики України видав наказ № 78, відповідно до пункту 2 якого органи державної статистики мали керуватись не Общесоюзным классификатором «Система обозначений объектов административно-территориального деления Союза ССР и союзных республик, а также населенных пунктов», а класифікатором об'єктів адміністративно-територіального устрою України, в якому була передбачена така адміністративно-територіальна одиниця, як селище міського типу.
Відповідно до Закону України «Про сільськогосподарську дорадчу діяльність» залежно від особливостей виробництва і забудови, смт може бути як міським, так і сільським населеним пунктом. Відповідно до Постанови Кабінету Міністрів «Про встановлення норм користування житлово-комунальними послугами громадянами, які мають пільги щодо їх оплати» сільська місцевість і смт віднесені до однієї категорії щодо отримання безоплатного освітлення житла. Ситуація не змінилася і після прийняття Постанови Кабінету Міністрів «Про встановлення державних соціальних стандартів у сфері житлово-комунального обслуговування», відповідно до якої втратила чинність попередня постанова. Адже в Постанови села і смт щодо безоплатного освітлення в межах 30 кВт·г на місяць на кожного іншого члена сім'ї (домогосподарства), але не більш як 240 кВт·г на місяць, стоять в одній категорії. По статистиці в обліку населення смт належать до міських населених пунктів.
…У законопроекті Р. Безсмертного (Урядовий кур'єр, 22 квітня 2005) відсутній поділ населених пунктів на сільські і міські.
 Відповідно до Постанови РНК УРСР від 18 жовтня 1940 р., Ради Міністрів УРСР від 30 березня 1960 р. і 15 грудня 1976 р. працівникам освіти, медичних і культурно-просвітницьких закладів, які мешкають в селищах міського типу (як і в селах), безкоштовно надавалося житло, опалення і освітлення. При віднесенні смт до категорії міст зазначені робітники цих пільг були б позбавлені.
Штат (і зарплатня) виконкому селищної ради більше, і + не збільшення місцевих бюджетів. Як результат це призвело до того, що у 1983 р. 36 (із 73) селищ міського типу відповідали критеріям для віднесення їх до міст районного підпорядкування, але віднесені до цієї категорії вони так і не були.
Вважається[ким?], що чисельність населення є далеко недостатнім і неповним критерієм для віднесення до категорії міст поселень із кількістю жителів понад 10 тис. осіб (головним критерієм між міським населеним пунктом та сільським має бути не кількість населення, а характер поселення — аграрний тощо). Наприкінці 2008 року в Олиці (Вол. обл.) мешкало 3265 жителів, а у Берестечку — 1840. Крім того, динаміка оздоровлення демографічної ситуації упродовж останніх літ в Олиці помітно краща, проте Олику статусу «міста» позбавили, а Берестечка — ні. Пояснюється це тим, що коли мова зайшла про те, що Берестечко може втратити статус міста, саме згадка про нього Т. Шевченком містечко врятувала. Бо заступились тоді за Берестечко найвідоміші українські письменники, митці, науковці.[джерело?]

### Історико-географічне дослідження
Мережа селищ міського типу України вирізнялася значними регіональними відмінностями, що зумовлено різними умовами та чинниками її формування. Серед предметів визначення демографічних параметрів усієї мережі селищ, порівняльний аналіз їхньої щільності та географічного положення; визначення впливу селищ міського типу на інші, переважно сільські, населені пункти з урахуванням їхнього географічного положення, демографічного та інфраструктурного потенціалу.

### Демографія та депопуляція смт в Україні
В Україні на 1 січня 1991 року налічувалося 921 селищ міського типу (67,96 % загальної кількості міських поселень).
Станом на 1 січня 2004 року в Україні було 886 селищ міського типу. Їхня кількість у порівнянні з 1 січня 1989 р. зменшилася на 4,4 %, а кількість населення в них — на 14,3 %.
| Україна, автономія, області | Кількість селищ міського типу | Густота селищ міського типу (кількість на 1 тис. км²) | Середня людність селищ міського типу, тис. осіб | Частка населення селищ міського типу в міському населенні, % |
| --------------------------- | ----------------------------- | ----------------------------------------------------- | ----------------------------------------------- | ------------------------------------------------------------ |
| Україна                     | 886                           | 1,47                                                  | 5,1                                             | 13,2                                                         |
| Автономна Республіка Крим   | 56                            | 2,15                                                  | 5,4                                             | 16,2                                                         |
| Вінницька область           | 29                            | 1,09                                                  | 5,7                                             | 19,1                                                         |
| Волинська область           | 22                            | 1,09                                                  | 4,6                                             | 18,0                                                         |
| Дніпропетровська область    | 46                            | 1,44                                                  | 5,2                                             | 8,6                                                          |
| Донецька область            | 131                           | 4,94                                                  | 3,9                                             | 10,6                                                         |
| Житомирська область         | 43                            | 1,44                                                  | 4,3                                             | 24,0                                                         |
| Закарпатська область        | 19                            | 1,48                                                  | 6,2                                             | 29,3                                                         |
| Запорізька область          | 23                            | 0,85                                                  | 5,9                                             | 8,3                                                          |
| Івано-Франківська область   | 24                            | 1,73                                                  | 5,0                                             | 19,8                                                         |
| Київська область            | 30                            | 1,07                                                  | 7,8                                             | 22,3                                                         |
| Кіровоградська область      | 26                            | 1,06                                                  | 6.1                                             | 20,7                                                         |
| Луганська область           | 109                           | 4.08                                                  | 4,1                                             | 18,0                                                         |
| Львівська область           | 34                            | 1,56                                                  | 3,6                                             | 7,5                                                          |
| Миколаївська область        | 17                            | 0,69                                                  | 6,2                                             | 13,9                                                         |
| Одеська область             | 33                            | 0,99                                                  | 5,9                                             | 11,2                                                         |
| Полтавська область          | 21                            | 0,73                                                  | 6,2                                             | 12,6                                                         |
| Рівненська область          | 16                            | 0.80                                                  | 6,0                                             | 18,1                                                         |
| Сумська область             | 20                            | 0,84                                                  | 4,9                                             | 10,6                                                         |
| Тернопільська область       | 17                            | 1,23                                                  | 4,7                                             | 17,8                                                         |
| Харківська область          | 61                            | 1,94                                                  | 6,7                                             | 16,3                                                         |
| Херсонська область          | 30                            | 1,05                                                  | 6,5                                             | 24,5                                                         |
| Хмельницька область         | 24                            | 1,17                                                  | 4,4                                             | 13,7                                                         |
| Черкаська область           | 15                            | 0,72                                                  | 5,2                                             | 9,3                                                          |
| Чернівецька область         | 8                             | 0.99                                                  | 6,8                                             | 15,2                                                         |
| Чернігівська область        | 30                            | 0,94                                                  | 4,4                                             | 17,6                                                         |
| Севастополь                 | 1                             |                                                       | 5,1                                             |                                                              |
| Київ                        | 0                             | 0                                                     | 0                                               | 0                                                            |

### Ліквідація
28 липня 2023 року Верховна Рада України проголосувала за законопроєкт № 8263 «Про дерадянізацію порядку вирішення окремих питань адміністративно-територіального устрою». Відповідно до цього законопроєкту, статус селища міського типу в Україні було ліквідовано; залишилися три категорії: міста, селища та села. У документі також прописано, що містом вважається населений пункт з переважно компактною забудовою, чисельність мешканців якого становить не менш як 10 тисяч, селищем — населений пункт із переважно садибною забудовою та чисельністю мешканців не менш як 5 тисяч, а селом — населений пунктом із садибною забудовою та чисельністю жителів менше 5 тисяч.
24 жовтня 2023 року Президентом України було підписано Закон України «Про порядок вирішення окремих питань адміністративно-територіального устрою України». 26 жовтня 2023 року закон було опубліковано державним виданням «Голос України», який 26 січня 2024 року набрав чинності.
Станом на липень 2023 року в Україні існувало 881 селище міського типу.